# 勝田晶子
勝田 晶子（かつた あきこ、7月1日 - ）は、日本の女優、声優。東京都出身。

## 人物
以前はぷろだくしょん★A組に所属していた。
趣味・特技はクラリネット、クラシックバレエ。

## 出演作品

### テレビアニメ
2005年
- BLOOD+

2006年
- 格闘美神 武龍 REBIRTH（大谷）

2008年
- 獣神演武 HERO TALES（くノ一）

2010年
- 薄桜鬼（君菊[3]）
- 薄桜鬼 碧血録（君菊[4]）

2016年
- 薄桜鬼 〜御伽草子〜（君菊[5]）

### OVA
2011年
- 薄桜鬼 雪華録（君菊）

### 劇場アニメ
2002年
- 明日の風に向かって

2011年
- マルドゥック・スクランブル 燃焼（オクタヴィア[6]）

### ゲーム
- 薄桜鬼シリーズ（君菊）

### 吹き替え
- アーサーと魔王マルタザールの逆襲（アーサーのママ）
- アーサーとミニモイの不思議な国（アーサーのママ）
- アート・オブ・デビル
- アドベンチャーランドへようこそ
- CSI：ニューヨーク3
- ダイ・ハード/ラスト・デイ[7]
- チアリーダー忍者
- ディスタービア
- 鉄板スポーツ伝説
- ナショナル・トレジャー リンカーン暗殺者の日記
- モテる男のコロし方
- フォーガットン
- ホートン/ふしぎな世界のダレダーレ

### その他
- はねるのトびらfeaturingブレイブストーリー（四神将）